# سوله (سقز)
سوله(به کردی: سۆڵە، Solle) روستایی از توابع بخش زیویه در شهرستان سقز است که در استان کردستان ایران قرار دارد.

## جمعیت
این روستا در دهستان خورخوره واقع شده و براساس سرشماری سال ۱۳۸۵، جمعیت آن ۱۰۸ نفر (۱۹ خانوار) بوده‌است.